# Вацлав Брожик
Ва́цлав Бро́жик (чеськ. Václav Brožík; 5 травня 1851, Железні-Гамр, Тршемошна — 15 квітня 1901, Париж) — чеський художник, представник академізму.

## Життєпис

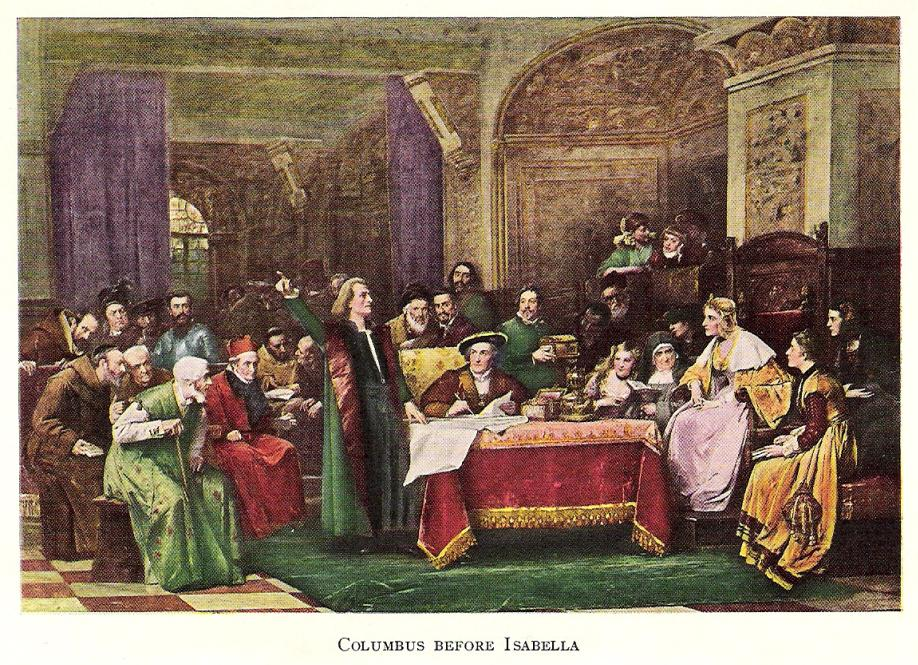
«Колумб вимагає допомоги у королеви Ізабелли»

Майбутній художник походив з бідної родини провінційної Чехії, що входила до складу Австро-Угорської імперії. Найсильніші художні враження від літографій та баченої порцеляни, яскраві фарби якої не тьмяніли з часом, як мозаїки.
Художню майстерність опановував в Художній академії в місті Прага, продовжив навчання в Дрездені та в Мюнхені. Невдоволення навчанням спонукало до переїзду в Голландію, де художник вивчав художні досягнення фламандських і голландських митців. Зацікавленість у реалізмі і реалістичному відтворенні явищ навколишнього світу взагалі відрізнятиме твори митця, незважаючи на впливи академізму і салонного мистецтва, з якими він рахувався.
Вацлав Брожик віддав належне настановам, що історичний живопис і історична картина — вищий вияв живопису як такого. Ним створена низка картин історичного жанру, як на теми історії Західної Європи («Колумб вимагає допомоги у королеви Ізабелли», «Петрарка і Лаура»), так і на теми з історії Чехії («Ян Гус на соборі в Констанці», «Ян Коменський в майстерні в Амстердамі»).
Але художник залюбки звертався до побутового жанру, до портрету, створивши низку типових офіційних портретів («На балу», «Портрет австрійського ерцгерцога Карла Людвига»). Отримав визнання як художник ще за життя.

## Шлюб
Під час перебування в Парижі одружився з донькою паризького торговця творами мистецтва. Відтоді життя митця проходило між перебуванням в Празі чи в Парижі. В родині зріс син Моріс.

## Смерть
Вацлав Брожик помер в Парижі від серцевого нападу. Поховання відбулося на цвинтарі Монмартр.

## Вибрані твори
- «Перші кроки дитини»
- «Випас гусей»
- «Колумб вимагає допомои у королеви Ізабелли»
- «Портрет Александра Брандейса»
- «Ян Гус на соборі в Констанці»
- «Єва з Лобковиц відвідує батька в ув'язненні»
- «Прогулянка пані»
- «На балу»
- «Невідома пані»
- «Весна. Закохані біля паркану»
- «Портрет Крістіани Фуллер»
- «Ян Коменський в майстерні в Амстердамі»
- «Пейзаж в Бретані з пастушкою»
- «Моріс Брожик, син художника»
- «Кароліна»
- «Візитери в майстерні художника»
- «Австрійський ерцгерцог Карл Людвиг»

## Галерея

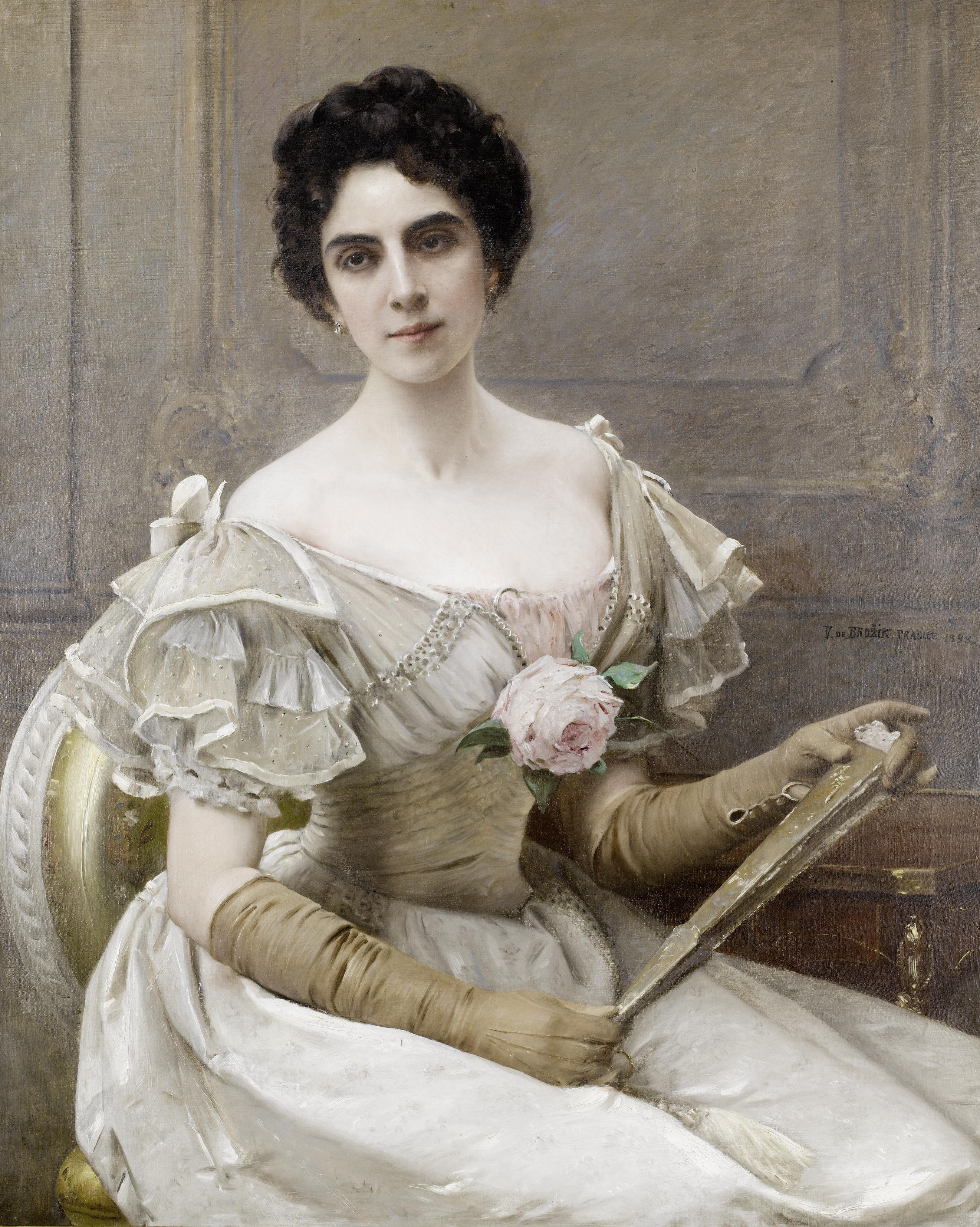
«На балу»
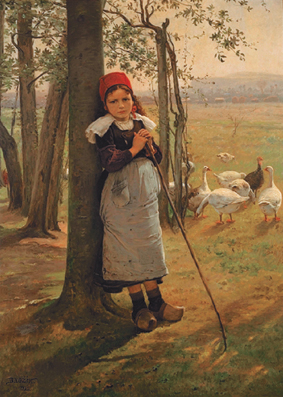
«Випас гусей»
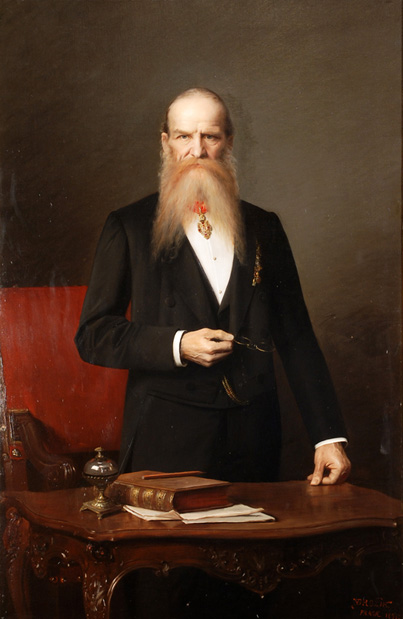
«Йозеф Главка»
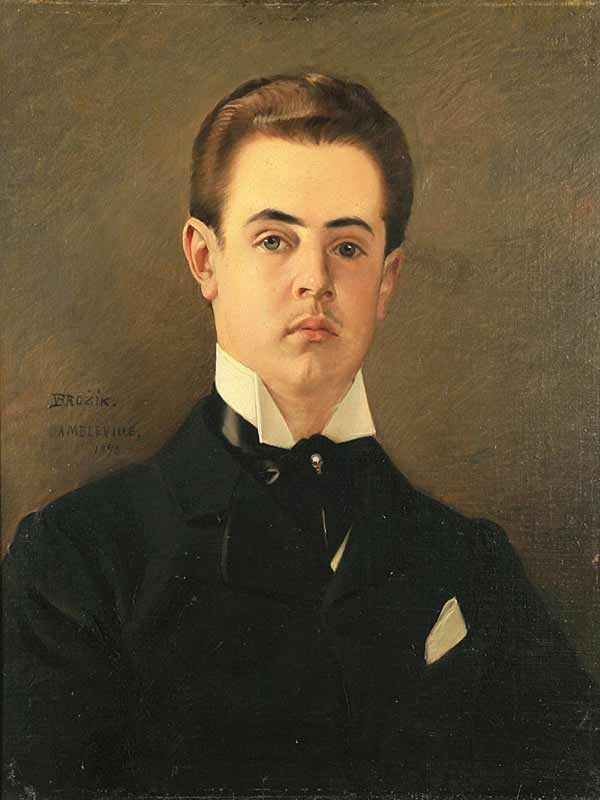
«Моріс Брожик, син художника»
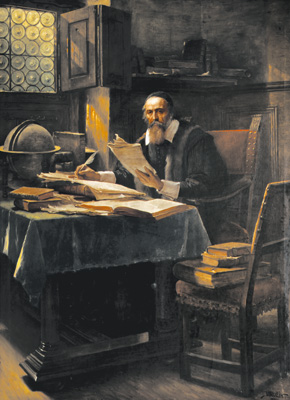
«Ян Коменський в майстерні в Амстердамі»
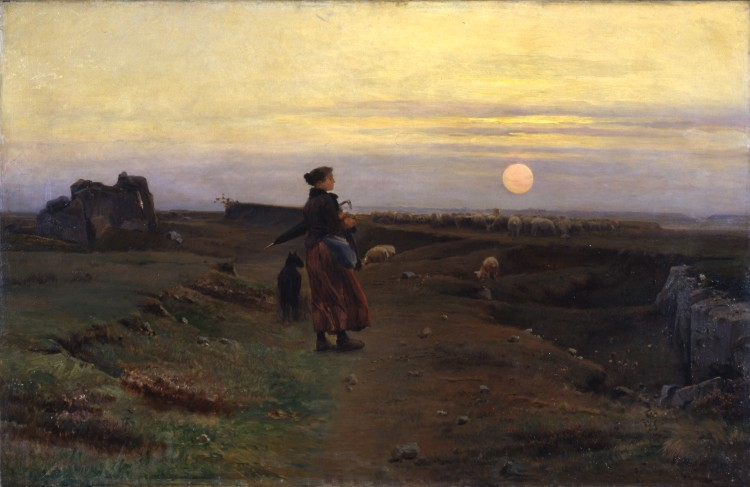
«Пейзаж в Бретані з пастушкою»
«Весна. Закохані біля паркану»
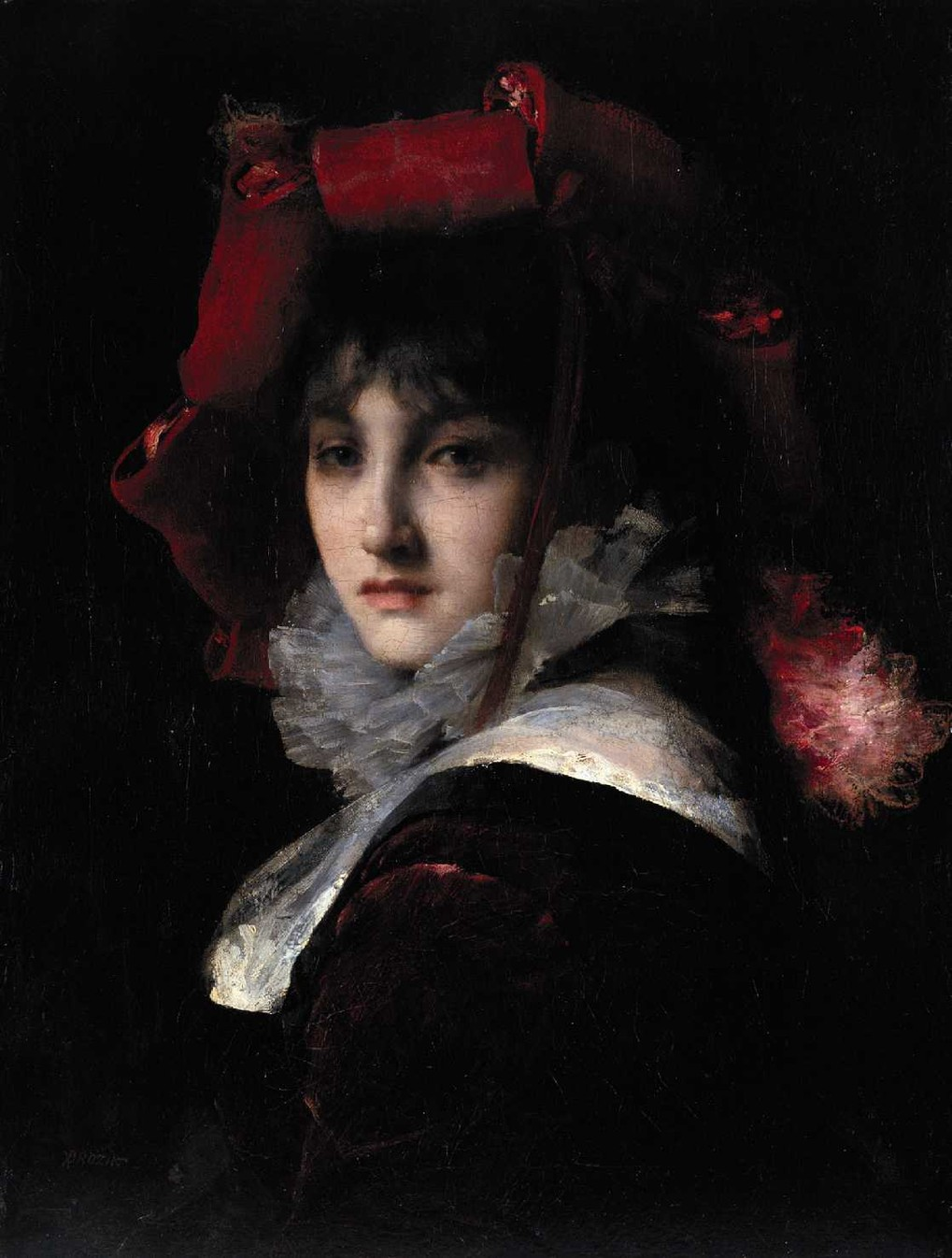
«Портрет Кристиани Фуллер»